# Toto Cutugno
Salvatore Cutugno (n. 7 iulie 1943, Fosdinovo, Toscana, Italia – d. 22 august 2023, Milano, Italia) cunoscut publicului sub numele Toto Cutugno, a fost un cântăreț și compozitor italian de muzică ușoară (cantautor). A avut peste 400 de melodii compuse și peste 100 de milioane de discuri vândute în întreaga lume. A fost primul cantautor care a câștigat marele premiu de la Festivalul de la Sanremo (în 1980) și singurul cantautor italian care a câștigat marele premiu la Eurovision în secolul al XX-lea. A murit pe 22 august 2023, la Milano.

## Copilăria și primele activități artistice
La câteva luni de la nașterea sa, familia s-a mutat în La Spezia, unde tatăl său lucra ca subofițer de marină. Pasiunea pentru muzică i-a fost insuflată lui Toto încă din copilărie. Încurajat de tatăl său, care cânta la trompetă, Toto a început să studieze bateria și să cânte în diverse grupuri muzicale locale. Pe lângă baterie, învață să cânte la acordeon, pian și chitară. La vârsta de 13 ani participă la un concurs regional de muzică, unde ocupa locul 3.

## Cariera artistică

### Activitatea de compozitor
Toto Cutugno a compus peste 400 de melodii. Melodiile semnate Toto Cutugno au fost interpretate de mari orchestre (Pourcel, Caravelli și Paul Mauriat). De-a lungul carierei Toto Cutugno a scris melodii de mare succes pentru: Joe Dassin, Dalida, Adriano Celentano, Gerard Lenorman, Hervé Vilard, Luis Miguel, Michel Sardou, Mireille Mathieu, Peppino di Capri, Jose Luis Rodriguez și formația Ricchi e poveri. A prezentat 28 de melodii la Sanremo, în perioada 1970-2008. Hitul său, L'italiano, a fost cel mai vândut disc italian în perioada 1981 - 1986. Melodia Africa (L'ete indien) are peste 80 de variante.

### Cariera de interpret
- Peste 100 de milioane de discuri vândute în întreaga lume;
- Peste 80 de variante ale melodiei "Africa" (L'ete indien);
- Primul cantautor care a câștigat marele premiu al festivalului Sanremo (1980);
- La Sanremo în perioada 1970 – 2008, are 14 participări ca interpret;
- Își păstrează eternul loc 2 al festivalului de la Sanremo (1984, 1987, 1988, 1989, 1990, 2005);
- L'italiano a fost cel mai vândut disc italian în perioada 1981 - 1986;
- Ca instrumentist Toto Cutugno cântă la 9 instrumente;

## Premii
- Marele premiu la Festivalul de la Sanremo (1980)
- Marele premiu la Eurovision 1990
- Locul 2 la Festivalul de la Sanremo (1984, 1987, 1988, 1989, 1990, 2005)

## Discografie
- Albatros (1976)
- Come ieri, come oggi, come sempre (1978)
- La mia musica (1981)
- L'italiano (1983)
- Azzura malinconia (1986)
- Voglio l'anima (1987)
- Innamorata, innamorato, innamorati (1987)
- Mediterraneo (1987)
- Toto Cutugno (1990)
- Insieme 1992 (1990)
- Non è facile essere uomini (1992)
- Voglio andare a vivere in campagna (1995)
- Canzoni nascoste (1997)
- Il treno va (2002)
- Cantando (2004)
- Come noi nessuno al mondo (2005)
- Un falco chiuso in gabbia (2008)
- I Miei Sanremo (2010)